# Creep (Radiohead)
Creep ("Sfigato") è il primo singolo della band alternative rock inglese Radiohead, pubblicato come primo estratto dell'album di debutto della band Pablo Honey (1993).
Creep risulta essere una delle canzoni più celebri del gruppo, nonché una delle più rappresentative di tutti gli anni '90.

## Descrizione

### Composizione
La canzone è comunemente riconosciuta per i quattro accordi di chitarra che precedono il ritornello; nelle prime sessioni di prova per la canzone, il chitarrista Jonny Greenwood era stanco dell'andamento lento della canzone e tentava di sabotare la canzone inserendo questi accordi di chitarra. Ed O'Brien ha dichiarato: "Quello è il suono di Jonny che prova a incasinare la canzone...Non gli piaceva la prima volta che l'abbiamo suonata, così provava a rovinarla."
Quando il gruppo propose Creep ai produttori Sean Slade e Paul Q. Kolderie, la presentò come "la nostra canzone alla Scott Walker" e i produttori la bocciarono, pensandola una cover.
La canzone è molto simile a The Air That I Breathe (1974), scritta da Albert Hammond e Mike Hazelwood e resa famosa dagli Hollies: le due canzoni hanno un giro di basso molto simile e i versi hanno la stessa struttura metrica e una melodia simile. Proprio per questo, Hammond e Hazelwood sono citati fra gli autori insieme ai cinque membri dei Radiohead.

### Testo
Come scrisse il critico Alex Ross nel 2001 per il New Yorker, il testo di Creep ruota attorno ad un soggetto con "ossessivi pensieri contro se stesso" e alla sua "rabbia autolesionista a causa di un amore non corrisposto. Non corrisposto proprio perché un qualcuno che sia creep provoca repulsione e desiderio di fuga in chiunque lo guardi."
Il frontman del gruppo, Thom Yorke, scrisse il testo della canzone mentre studiava all'Università di Exeter.
Quando, nel 1993, furono chieste al cantante spiegazioni sul testo di Creep, lui rispose:
Il bassista della band Colin Greenwood spiegò che il testo era stato ispirato da una donna che il frontman Thom Yorke aveva "frequentato per un paio di giorni" e che inaspettatamente assistette a un'esibizione dei Radiohead, una di quelle secondo Yorke peggiori. Tale ragazza proveniva dall'elegante Little Clarendon Street a Oxford, mentre Yorke dal sobborgo più povero e bohémien Jericho, e per questo esprimeva il suo disagio nei luoghi altolocati della ragazza nei versi "What the hell I'm doing here? / I don't belong here." ("Che diavolo ci faccio qui? / Non appartengo a questo posto."). Alla ragazza sono dedicati i versi della prima strofa "You're just like an angel [...] You're so fuckin' special" ("Sei come un angelo [...] Sei così fottutamente speciale"), in cui il protagonista tenta di conquistare le attenzioni della ragazza, realizzando però che non potrà mai essere alla sua altezza, proprio perché creep ("sfigato") e weirdo ("strano"). Infatti nella seconda strofa recita disperato "I want a perfect body / I want a perfect soul [...] I wish I was special".

## Accoglienza
Alla prima distribuzione limitata dell'album (settembre 1992), la BBC Radio 1 giudicò il brano "troppo deprimente" e lo escluse dalla programmazione in Regno Unito dopo solamente due trasmissioni.
Quando venne ripubblicato, nel 1993, divenne un successo internazionale e le recensioni divennero positive, tanto che il singolo venne paragonato ad altri "inni per slacker" dell'alternative rock quali Loser di Beck e la celebre Smells Like Teen Spirit dei Nirvana.
Proprio in virtù dell'iniziale insuccesso in madrepatria, il gruppo decise di distribuire un secondo singolo, Anyone Can Play Guitar, per promuovere l'album Pablo Honey, e ne pubblicò un terzo (Pop Is Dead) all'inizio del tour mondiale nel 1993.
A fine marzo 1993 la band volò in Israele per il primo assaggio della fama lì acquistata in seguito alla diffusione di Creep su Galei Tzahal. A fine maggio volarono negli Stati Uniti, incontrando un maggiore successo: una stazione radiofonica di San Francisco aveva infatti ottenuto la canzone e lentamente Creep invaso le frequenze nazionali. Thom Yorke descrive così la situazione:
Quest'ottica fornì alla band un successo immediato. Il video di Creep era già diventato talmente popolare da apparire in Beavis and Butt-head, su MTV.
Alcuni critici attribuirono il successo di Creep alla capacità di catturare lo spirito apatico e disilluso dei primi anni novanta, lo stesso che aveva avuto effetti simili con Loser e che aveva catapultato i Nirvana e il movimento grunge.

## Riconoscimenti
Nel marzo 2005 la rivista Q ha collocato Creep al 15º posto fra i "100 Migliori brani alla chitarra" ("100 Greatest Guitar Tracks Ever!").
Nel 2020, Rolling Stone ha posto la canzone al 16° della sua classifica dei "100 migliori singoli di debutto di tutti i tempi".

## Tracce
Prima uscita inglese (21 settembre 1992):
1. Creep - 3:55
2. Lurgee - 3:07
3. Inside My Head - 3:12
4. Million Dollar Question - 3:18

Seconda uscita inglese (6 settembre 1993):
1. Creep
2. Yes I Am
3. Blow Out (remix)
4. Inside My Head (live)

Olanda/Germania e Giappone (1993):
1. Creep
2. Yes I Am
3. Inside My Head (live)
4. Creep (acoustic)

## Versioni dei Radiohead
Della canzone sono state distribuite diverse versioni per via della frase "you're so fucking special" nel testo: un'edizione per le radio che recita "you're so very special" è apparsa in molte compilation ed è stata inclusa come bonus track nella versione statunitense di Pablo Honey; Yorke ha manifestato la scontentezza della band per la versione censurata del brano, che perde così la sua carica d'irritazione.
Ma tra i B-sides troviamo altre versioni di Creep, fra cui quella presso il Town & Country Club di Londra (14 marzo 1993) e quella suonata solo dal frontman con la chitarra acustica per il KROQ di Los Angeles (13 luglio 1993), inclusa anche negli EP Itch e My Iron Lung.

## Cover di altri artisti
- I Tears for Fears si sono esibiti con una cover di Creep in concerto a New Orleans nel 1993.
- I Sentenced ha pubblicato una cover di Creep nel 1998 nella versione gold del loro quinto album, Frozen.
- Nel 2009 Vasco Rossi ha pubblicato il brano Ad ogni costo, con la stessa melodia di Creep e testo italiano completamente diverso.[24]
- Creep compare anche nell'album dal vivo dei Korn MTV Unplugged.
- Un'inedita versione di Creep è stata utilizzata nel trailer e nella colonna sonora del film The Social Network, eseguita, con solo ausilio di voce e pianoforte, dal Scala & Kolacny Brothers, un coro femminile belga composto da oltre duecento ragazze.
- Nel 2012 la cantante statunitense Macy Gray ne ha pubblicato una sua versione nell'album Covered.
- Nel 2014 la cantante e drag queen statunitense Jinkx Monsoon ne ha pubblicato una sua versione nell'album The Inevitable Album.
- Nel 2014 la band Postmodern Jukebox insieme a Haley Reinhart ha realizzato una cover presente nell'album Swipe Right for Vintage.
- Negli ultimi anni la cantante Molly Guldemond della band Mother Mother canta Creep ai loro concerti.
- Una cover di Creep eseguita dal gruppo belga Scala & Kolacny Brothers è stata inserita nel trailer del film The Social Network (2010), negli episodi dei I Simpson "The Ten-Per-Cent Solution" (2011), e "The D'oh-cial Network" (2012), nel documentario Kids for Cash (2014) e in un episodio di Criminal Minds (2016).
- Nel 2025 la cantante Billie Eilish, durante il tour del suo album "Hit me hard and soft", ad Amsterdam cantò una cover di Creep.

## Esibizioni dal vivo
I primi concerti dei Radiohead erano seguiti principalmente per l'esecuzione di Creep; suonare qualcosa di diverso suscitava l'insoddisfazione del pubblico e ben presto la band ne risentì. La reazione al successo di Creep è il soggetto di My Iron Lung, inserita nell'EP omonimo del 1994 e poi come ottava traccia del loro secondo album, The Bends (1995). Il brano parla di come Creep fosse l'unica canzone che li teneva in vita, il loro "polmone d'acciaio" (iron lung appunto). In un'intervista, Thom Yorke spiega che per quanto non volessero smettere di suonare Creep, prima di eseguirla facevano spesso commenti a proposito del pochissimo rispetto che nutrivano per chiunque volesse ascoltarla.
Infatti Creep, nonostante sia la canzone più rappresentativa dei Radiohead, è anche la più odiata in assoluto dal leader della band Yorke tra quelle del suo repertorio: infatti, come riporta Fraser McAlpine della BBC, il cantante è solito chiamarla apertamente "rubbish" ("spazzatura").
Per questo motivo, dalla seconda metà del 1998 i Radiohead non suonarono più Creep dal vivo, fino al bis conclusivo del loro concerto a South Park (Headington, Oxford) del 7 luglio 2001, quando la improvvisarono in seguito al malfunzionamento delle tastiere poco prima dell'inizio di Motion Picture Soundtrack. Da quel momento hanno ricominciato ad inserirla occasionalmente nelle scalette dei loro live, compreso il concerto V Festival del 2006. Dal 2009 il gruppo non l'ha più suonata sino al concerto alla Zenith Arena di Parigi il 23 maggio 2016, nella terza data del tour in supporto all'album A Moon Shaped Pool. Da allora riappare spesso nelle scalette.

## Classifiche
| Classifica (1993-2016)        | Posizione massima |
| ----------------------------- | ----------------- |
| Australia                     | 6                 |
| Austria                       | 15                |
| Belgio (Fiandre)              | 37                |
| Belgio (Vallonia)             | 8                 |
| Canada                        | 30                |
| Danimarca                     | 18                |
| Francia                       | 17                |
| Germania                      | 50                |
| Irlanda                       | 13                |
| Norvegia                      | 3                 |
| Nuova Zelanda                 | 19                |
| Paesi Bassi                   | 13                |
| Portogallo                    | 81                |
| Regno Unito                   | 7                 |
| Stati Uniti                   | 34                |
| Stati Uniti (alternative)     | 2                 |
| Stati Uniti (mainstream rock) | 20                |
| Stati Uniti (pop)             | 39                |
| Svezia                        | 35                |
| Svizzera                      | 39                |